# Catone in Utica
Catone in Utica (Katon w Utyce) – opera Leonarda Vinciego z librettem Pietra Metastasia, wystawiona po raz pierwszy 19 stycznia 1728 w Teatro delle Dame w Rzymie. Opisuje ona historię miłości Marcii (córki Katona) i Cezara. Akcja toczy się w Utyce w trakcie wojny Cezara z Pompejuszem (Katon stał po stronie tego drugiego). Katon pragnie małżeństwa córki z Arbace, lecz ta skrycie kocha Cezara. Po bitwie pod Tapsus Katon popełnia samobójstwo, a Marcia zaprzysięga Cezarowi nienawiść.
Kilku kompozytorów skomponowało muzykę do  tego libretta;  najpierw Leonardo Vinci, potem między innymi: Johann Hasse (Turyn, 1731), Antonio Vivaldi (Werona, 1737), Johann Christian Bach (Neapol, 1761), Giovanni Paisiello (Neapol, 1789).